# Wuhan World Trade Tower
Il Wuhan World Trade Tower (in cinese: 武汉世界贸易大厦) è un grattacielo situato a Wuhan, in Cina. Con i suoi 273 metri di altezza, è stato sino alla fine del 2006 il più alto edificio della città, poi sorpassato dal Minsheng Bank Building.